# Madame Jealousy
Madame Jealousy è un film muto del 1918 diretto da Robert G. Vignola.

## Trama
Gli innamorati Charm e Valor si sposano. Ma Jealousy, irritata dalla loro felicità, interviene per rovinare il matrimonio: fa trovare a Charm una vecchia fotografia dimenticata che ritrae il marito insieme a un'altra donna, una sua vecchia fiamma. Lo stratagemma funziona e i due sposi si lasciano e ritornano ognuno a casa dei genitori. Valor torna da Finance e Display, Charm da Commerce e Pride.
Charm passa tristemente le sue giornate in compagnia di Sorrow. Il marito, invece, viene indotto da Treachery a recarsi in un locale di dubbia reputazione. Suo padre, Finance, tenta di riportarlo a casa, ma Valor si ribella e lo colpisce con una bottigliata.  Le due famiglie si trovano a competere negli affari e il dramma aleggia sopra di loro quando Charm, che aspettava un bambino, mette alla luce il figlio cui viene dato il nome di Felicità. Il nuovo nato riunisce i genitori e scaccia Madame Jealousy insieme ai suoi servitori, Mischief, Treachery e Rumor.

## Produzione
Il film fu prodotto dalla Famous Players Film Company.

## Distribuzione
Distribuito dalla Famous Players Film Company e dalla Paramount Pictures, il film - presentato da Adolph Zukor - uscì nelle sale cinematografiche USA il 4 febbraio 1918.
Attualmente, la pellicola viene considerata perduta.

### Critica
Una sontuosa allegoria che intercala scene moderne con altre di interni dal gusto orientaleggiante: il film vuole dimostrare come la somma di tutti i mali sia la Gelosia (tutti i personaggi hanno il nome di un vizio, di una virtù o di una caratteristica allegorica).